# Histoire du Moyen-Orient
L'histoire du Moyen-Orient telle que l'on peut la retracer chez les premières populations qui occupent cette région du monde remonte à l'Antiquité lorsque la première civilisation se serait sédentarisée dans la région de Sumer en Mésopotamie. L'établissement de la civilisation sumérienne remonte à la période d'Uruk, soit au IVe millénaire av. J.-C. et durant plusieurs millénaires le Moyen-Orient fut l’un des foyers de développement culturel et scientifique parmi les plus importants du monde ; le contact avec les civilisations européennes, africaines et asiatiques permit le développement d'échanges de marchandises, de connaissances et d'individus entre ces trois continents et à de multiples conflits pour le contrôle des richesses, des lieux saints et des voies de communication.

## Antiquité

L'Égypte antique à son apogée territorial.

Bien avant que la civilisation sumérienne ne s'installe durablement, de petites poches de peuplement se créent dans les vallées fertiles du Nil, de la Mésopotamie et sur les rivages côtiers. Cette période, qui couvre la période natoufienne, le Néolithique précéramique et le Chalcolithique, voit se développer parmi les premières formes d'agriculture, d'élevage, d'artisanat et d'urbanisation.
Parmi les nombreuses civilisations à s'établir entre l'Inde, l'Afrique et les Balkans, certaines domineront de vastes territoires pendant plusieurs siècles, les Égyptiens qui occupent la vallée du Nil et une partie du Proche-Orient pendant plus de 3 000 ans ; les Perses, dirigés par les Achéménides, les Grecs puis les Séleucides et les Parthes avant de tomber sous domination musulmane à l'époque qui correspond au Moyen Âge européen. D'autres empires ou civilisations laissent également des traces de leur existence que les archéologues et historiens étudient de nos jours : les Akkadiens, les Arméniens, les Assyriens, les Babyloniens, les Israélites, les Hittites, les Élamites, les Sassanides, les Phéniciens et les Sumériens. Les Romains laissent également leur trace sur tout le pourtour du bassin Levantin en apportant des éléments d'autres régions sous leur contrôle (technologies, produits, culture, etc.) et c'est aussi depuis cette région que s'étend le christianisme sur les deux rives de la Méditerranée.

## Moyen Âge
Dès le début de ce qui correspond au  Moyen Âge européen, la civilisation arabo-musulmane se développe et assimile progressivement les civilisations antérieures, les Abbassides s'étendent bien au-delà du Moyen-Orient actuel et résistent aux croisades successives menées par les Européens et les Ottomans pénètrent en Europe dès le XVe siècle. L'essor de l'islam et de la langue arabe est très rapide, et accompagne les conquêtes arabes ; le rayonnement culturel est également important dans les arts, les sciences, l'architecture ou encore la culture islamique.

## Domination étrangère

### Colonisation

Mandat britannique en Palestine et en Transjordanie

À la suite de la révolution industrielle, les pays européens comme le Royaume-Uni et la France deviennent des puissances impérialistes et se positionnent militairement et politiquement en Inde, en Chine et en Afrique où les populations sont encore à un état d'avancement moins élevé que les Européens ; avec l'affaiblissement de l'Empire ottoman, l'opportunité de prendre le contrôle du Moyen-Orient s'offre aux Occidentaux afin entre autres d'augmenter le commerce avec leurs colonies respectives. Les Grecs gagnent leur indépendance en 1823, l'Égypte de Méhémet Ali en 1867. Considéré comme l’« homme malade de l'Europe », l'Empire ottoman n’est pas envahi par les puissances rivales du Royaume-Uni et de la France qui préfèrent s'en servir comme un tampon empêchant la Russie de prendre le contrôle de l'accès des Balkans à la mer Méditerranée.
Au cours du XIXe siècle et du XXe siècle, l'Empire britannique occupe l'Égypte et une partie du sud de la péninsule arabique ; à la suite de la Première Guerre mondiale, et des accords Sykes-Picot, Chypre, la Palestine et l'Irak tombent sous contrôle britannique et l'État du Grand Liban (Syrie mandataire) passe sous mandat français de la Société des Nations.

### Décolonisation
La période de décolonisation du Moyen-Orient s'étend de 1922 (Égypte) à 1971 (Bahreïn, ÉAU et Qatar), marquée par des révoltes civiles et militaires, elle se traduit sur la scène internationale par des mouvements de grande ampleur tels que la naissance de mouvements panarabes (Nasser est l'une de ses figures majeures) et rapprochements politiques (Fédération arabe d'Irak et de Jordanie, République arabe unie et Union des Républiques arabes) le conflit israélo-arabe et les guerres et conséquences économiques internationales sur le cours du pétrole ou encore la crise du canal de Suez impliquant les deux blocs de la Guerre froide. Durant cette période, certains États se rapprochent du camp occidental, d'autres du bloc de l'Est, d'autres choisissent de ne pas s'aligner. Cette différence de positionnement ainsi que la montée des tensions communautaires entre Chiites et Sunnites et l'instabilité des cours du pétrole – devenu un enjeu géostratégique pour les Occidentaux – est à l'origine des trois guerres du Golfe et du dualisme grandissant entre l'Iran et les pays arabes menés par l'Arabie saoudite.

## Nouveaux enjeux

### Modernité

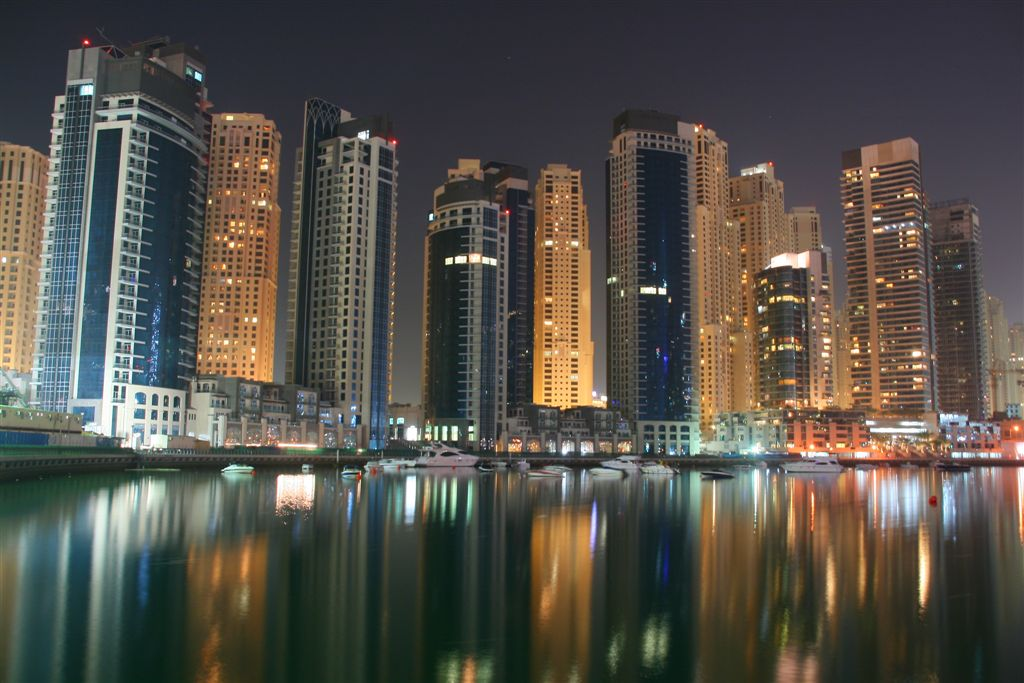
Marina de Dubaï

Les deux dernières décennies ont été marquées par deux tendances antagonistes dont une totalement nouvelle, le développement à très grande vitesse de certains pays disposant d'importantes ressources pétrolifères (membres de l'OPAEP) : les Émirats arabes unis, le Qatar, le Koweït, le Bahreïn, Oman et dans une moindre mesure les grandes villes d'Arabie saoudite. Dubaï et Abou Dhabi rivalisent de projets ambitieux : développement urbain, système éducatif, complexes médicaux, centres commerciaux, etc. Mais les deux villes misent également sur leur développement futur, l'après pétrole, les fonds investissements arabes sont parmi les plus importants au monde et tout est fait pour pouvoir accueillir de nombreux touristes fortunés : hôtels, loisirs, îles artificielles privées, etc.
De nombreux projets de coopérations entre les différents pays arabes ou d'autres pays de la zone Moyen-Orient ont été mis en place par les différents gouvernements : 
- le 1er janvier 2005, une zone de libre-échange entre certains pays de la Ligue arabe a été mise en place sous le nom de Greater Arab Free Trade Area
- courant des 2000 et dans le cadre du partenariat Euromed, un accord commercial régional entre certains pays de l'Union européenne et du Moyen-Orient a été formulé à la suite du processus de Barcelone, la zone euro-méditerranéenne de libre-échange, suivi de l'Union pour la Méditerranée, à visée essentiellement économique et maritime
- le Gulf Railway est un projet de ligne ferroviaire long de 1 940 km et longeant la côte occidentale du golfe Persique en allant de Koweït à Mascate et en reliant entre elles toutes les capitales et autres villes importantes de la région

### Poursuite des conflits traditionnels
D'un autre côté, les tensions et les conflits n'ont cessé depuis la fin de la Seconde Guerre mondiale, après la vague d'attentats dont les responsables d'Al-Qaïda ont pour la plupart été tués au cours de la décennie, les États-Unis, ainsi que leurs alliés occidentaux et arabes ont dès 2001 pris pieds à la frontière de l'Iran, en Afghanistan ; l'année d'après, sous couvert d'informations qui furent contestées, une coalition menée une nouvelle fois par les États-Unis envahit une nouvelle fois l'Irak afin de chasser Saddam Hussein et d'en faire un État démocratique avec une économie de marché.
Le conflit israélo-palestinien se poursuit tout au long des années 2000 ; la poursuite de la colonisation israélienne en Cisjordanie et la volonté de reconnaissance internationale de l'État palestinien ont conduit à de nombreux affrontements entre militaires israéliens et forces gouvernementales ou terroristes palestiniennes. Durant l'été 2006, le conflit israélo-libanais oppose l'armée israélienne à la branche armée du Hezbollah soutenue par l'Iran.
La Turquie quant à elle, opère militairement sur son territoire et dans la partie irakienne du Kurdistan contre les partisans des travailleurs du Kurdistan (PKK) créant des dommages collatéraux parmi les populations civiles.

### Printemps arabe

Départ du chef de l’État
Guerre civile
Manifestations prolongées et répression
Changement de gouvernement et manifestations
Manifestations prolongées
Protestations mineures
Pays non-arabes touchés par un mouvement social simultanément aux révoltes arabes

À partir de fin 2010, une vague révolutionnaire communément appelée Printemps arabe a apporté d'importantes manifestations et changement dans la région, des manifestations, des révoltes, et même une révolution ont eu lieu en une seule année afin de changer l'ordre social du Moyen-Orient. L’Égypte de Hosni Moubarak, et l'ex-dictateur est inculpé pour sa responsabilité dans la mort de 864 civils lors de la révolution égyptienne, ainsi que pour corruption. D'autres manifestations ayant entraîné la mort d'un nombre indéterminé de personnes se sont produites, notamment en Syrie et au Yémen, ainsi que de nombreuses manifestations contre le coût de la vie ou les systèmes politiques corrompus, comme en Israël ou en Jordanie.